# Хлорогенна киселина
Хлорогенната киселина (chlorogenic acid) е естер на кафеената киселина и хининовата киселина и е основно фенолно съединение в кафето. Получава се от листата и плодовете на двусемеделните растения. Това съединение, познато отдавна като антиоксидант, забавя също освобождаването на глюкоза в кръвообращението след хранене. Хлорогеновата киселина подпомага превенцията на захарен диабет тип 2 сърдечно-съдови заболявания.

## Биологично значение
Хлорогенната киселина е важен фактор в растителния метаболизъм. Тя е и важен антиоксидант и възпрепятствува туморообразуващата дейност на форболните естери; при концентрации по-високи от 100 µg/L не възпрепятства 5-липоксигеназната активност на йонофорно-стимулираните човешки полиморфонуклеарни левкоцити.
При изследвания върху животни е доказано че хлорогенната киселина възпрепятства хидролизата на глюкозо-6-фосфатния ензим по необратим начин. Този механизъм позволява на хлорогенната киселина да намали хепатитната гликогенолиза (превръщането на гликогена в глюкоза) и да намали абсорбцията на глюкоза. Освен това, изследванията върху животни показаха, че приема на хлорогенна киселина намалява хипергликемичните кризи в резултат от гликогенолиза, предизвикана от приемането на хормона глюкагон. Изследванията потвърдиха и намаляване на нивата на глюкозата в кръвта и увеличаване на интрахепаталната концентрации на глюкозо-6-фосфата и на гликогена.

## Относно хлорогенната киселина
От доктор Субхути Дхармананда, директор на Института за традиционна медицина, Портланд, Орегон
Хлорогенните киселини притежават жлъчогонни свойства; редовния им прием подпомага жлъчния поток и по този начин намалява проблемите предизвикани от застой на жлъчния поток. Хлорогенните киселини (виж основната структура, по-долу) се срещат във всички висши растения и се счита че те играят важна роля при реакцията на растенията по време на стресови състояния, по-специално при наранявания, като скъсване на листа и цветове или срязване на кожата на плода (1). Наличните количества в повечето растения са минимални, и поради това свойствата им не се проявяват при нормална диета или при прием на билкови лекарства. Въпреки това, някои растения натрупват хлорогенни киселини в количества, достатъчни за проявяване на техния физиологичен ефект. Основния хранителен източник на хлорогенните киселини е кафето; зърната на зеленото кафе обикновено съдържат 6 – 7% от този компонент (диапазон: 4 – 10 %; изпеченото кафе на зърна съдържа по-малко, тъй като печенето трансформира хлорогенните киселини в други молекули).
Установено е, че употребяващите кафе приемат около един грам хлорогенна киселина всеки ден. Това количество хлорогенна киселина, ако се консумира редовно, е достатъчно за проявата на терапевтични ефекти. При жените рискът от образуване на жлъчни камъни е най-висок, около два пъти по-висок от риска при мъжете. При мащабно изследване на над 80 000 жени, проведено в Харвардския университет, бе установено, че редовната консумация на кафе намалява образуването на жлъчни камъни (2). Изследователите съпоставили ежедневната консумация на кафе с броя случаи на оперативно отстраняване на жлъчни камъни: с увеличаване на консумацията на кафе се отчита намаляване на броя на операциите за отстраняване на жлъчни камъни, в сравнение с пациентите които не консумират кафе. 1 чаша на ден не води до наблюдаем ефект, но 2 чаши на ден намаляват честотата на операциите с 9 %, 3 чаши намаляват честотата с 22 %, докато 4 или повече чаши намаляват честотата с 28 %. Очевидно, 3 чаши на ден, което е типично количество за хора, които редовно пият кафе, оказват сериозен ефект.
Освен това, консумацията на кафе е свързана с понижаване на риска от развитие на различни заболявания на черния дроб.
В добавка, консумацията на кафе е свързана с понижаване на риска от развитие на различни заболявания на черния дроб, включително чернодробна цироза и рак на черния дроб (3, 4). Този ефект се получава вследствие на комбинацията от жлъчогонно действие (отвеждане на токсините и мазнините с жлъчния сок) и антиоксидантен ефект (хлорогенната киселина е силен антиоксидант и консумацията на кафе е един от основните източници на антиоксиданти в съвременната американска диета). В отговор на все по-категоричните доказателства за биологичната стойност на хлорогенната киселина, вече се произвеждат и продават екстракти от зелени зърна от кафе, със стандартизирано съдържание на хлорогенна киселина до 50%. Хлорогенната киселина е и един от съществените компоненти в някои често използвани лечебни билки. В традиционната китайска медицина, основен източник е цветето Лоницера (Jin Yin Hua); екстрактите се стандартизират според съдържанието на хлорогенна киселина, като най-често срещаната стойност е 25%. Кората на Еукомията и плодовете на Гарденията са също сериозни източници на хлорогенна киселина, от които се приготвят стандартизирани до 20% екстракти. Тези екстракти осигуряват доза от около 1 грам хлорогенна киселина от всеки 4 – 5 грама екстракт, което представлява значително количество. Други китайски билки известни със съдържанието си на хлорогенна киселина съдържание са хризантемата, плодовете на глога, листата от артемизия, листата от епимедиум.
В западната билкова медицина, листата от артишок са известни със съдържанието си на хлорогенна киселина; екстрактите обикновено се стандартизират до 15% от това съединение. Други лечебни билки, съдържащи хлорогенна киселина включват корените от репей и глухарче, както и корена на ехинацеята. Когато използвате която и да е от тези билки (западните или китайските) и концентрираните билкови екстракти, вие набавяте на организма си и други съединения, които допринасят за постигане на терапевтичен ефект. Например, листата от артишок съдържат кафеинова и хининова киселина (които се срещат и в печените зърна кафе) и цинарин, който е известен с положителния си ефект при лечение на газове и подуване на корема, симптоми, които често съпътстват жлъчните камъни и лошото функциониране на жлъчката.
Въпреки че хлорогенните киселини не са единствените съединения с жлъчогонно действие, доказателствата за тяхната ефективност понастоящем са най-категорични. Това се дължи главно на големия брой изследвания на ефектите от консумацията на кафе. При другите билки, тяхното въздействие върху жлъчния поток обикновено се наблюдава в лабораторни експерименти с животни, макар че действието може също да се открие и при рутинната употреба на билки при клиничното лечение на заболявания на жлъчката, подуване на корема, болки в горната част на стомаха и запек. Около 140 вида билки (представляващи 90 рода) са известни като жлъчогонни агенти (5).